# إليزابيث كادل
إليزابيث كادل (بالإنجليزية: Elizabeth Cadell)‏ (1903، كلكتا في الهند - 9 أكتوبر 1989 في البرتغال)؛ روائية بريطانية.